# 八幡霊園
1. 霊園内の墓石
2. 中央公園

八幡霊園 (はちまんれいえん) は、群馬県高崎市若田町にある高崎市が管理する霊園である。

## 概要
八幡霊園は1960年代に高崎市が整備した霊園である。霊園中央部には中央公園とよばれる公園があり、コイが泳ぐ池や芝生広場がある。また霊園北側には緑地公園とよばれる公園があるが、こちらは木を切っただけの広場となっている。
霊園内の墓数は10,279基である（2024年11月時点）。
高崎市は以前から墓地の郊外移転を構想していた。しかし大きな土地を確保できぬまま、4年を空費していた。ところが1965年になって、八幡地区で土地買収に成功した。市はこれをもとに、1966年12月に墓苑計画を決定した。これが八幡霊園である。

## 交通機関
- 高崎市内循環バスぐるりん・少林山線（系統番号1・2） 八幡霊園前下車
- 信越本線 群馬八幡駅

## 呼び方
八幡霊園を管理する高崎市によると「はちまんれいえん」の読み方をし、霊園の案内板や市ウェブサイトのアクセスマップにも「はちまん」と書かれている。なお、地元住民は「やわたれいえん」と読む事例もある。これは、霊園周辺の「旧・八幡村 (やわたむら) 」の地名に由来する読みである。

## 周辺
- 若田浄水場
- 高崎市立西部小学校
- 高崎市立八幡中学校